# 瞿艺
瞿艺（1992年11月9日—），湖南省怀化市人，中国音乐剧演员，毕业于沈阳音乐学院戏剧影视表演系音乐剧专业。

## 生平
1992年11月9日出生于湖南怀化市，年少时受家中长辈熏陶学习戏曲、民族舞、拉丁舞、主持和表演，学过钢琴弹奏，受过专业声乐训练，大学毕业于沈阳音乐学院戏剧影视表演系音乐剧专业。音乐剧作品包括：根据知名作家东野圭吾的小说《白夜行》改编的音乐剧（饰演筱冢一成，搭档韩雪、刘令飞），音乐剧《兰波》（饰演男主兰波），根据知名歌手黄舒骏同名歌曲改编的原创点唱机音乐剧《马不停蹄的忧伤》（饰演男主姜大宇），百老汇音乐剧《摇滚年代》中文版（饰演男主Drew，搭档郑云龙），香港导演邓伟杰执导的音乐剧《梵高》中文版，周杰伦的同名电影改编的音乐剧《不能说的秘密》，律政系原创音乐剧《律诗－雷经天》，原创音乐剧《因味爱，所以爱》（小剧场）&《音乐厨男秀》，校园音乐剧《交换生》，以及音乐剧《瘾藏者》等。

## 音乐剧作品
| 音乐剧作品名称                    | 饰演角色                     | 演出地点                     | 演出时间及场次                   |
| --------------------------------- | ---------------------------- | ---------------------------- | -------------------------------- |
| 《白夜行》                        | 筱冢一成                     | 全国巡演                     | 2019.03.29 - 2019.07.14          |
| 《兰波》                          | 兰波                         | 上海大剧院-中剧场            | 2018.12.05 - 2018.12.09          |
| 《兰波》                          | 兰波                         | 北京隆福剧场                 | 2018.08.22 - 2019.09.01          |
| 《马不停蹄的忧伤》                | 姜大宇                       | 上海大剧院-中剧场            | 2018.09.05 - 2018.09.14          |
| 《摇滚年代》中文版                | Drew                         | 深圳南山文体中心剧院大剧院   | 2018.06.01 - 2018.06.02          |
| 《摇滚年代》中文版                | Drew                         | 广东艺术剧院-大剧院          | 2018.06.07 - 2018.06.08          |
| 《摇滚年代》中文版                | Drew                         | 北京世纪剧院                 | 2018.06.14 - 2018.06.17          |
| 《梵高》中文版                    | 提奥·梵高/梵高父亲/安东/高更 | 上海ET聚场                   | 2017.09.30 - 2017.10.08（一轮）  |
| 《梵高》中文版                    | 提奥·梵高/梵高父亲/安东/高更 | 上海大剧院-中剧场            | 2017.12.08 - 2017.12.17 （二轮） |
| 《不能说的秘密》                  | 宇豪（钢琴王子）             | 全国巡演                     | 2017（39场）                     |
| 《不能说的秘密》                  | 宇豪（钢琴王子）             | 新加坡滨海湾金沙万事达卡剧院 | 2018.04.06 - 2018.04.15          |
| 《律诗－雷经天》                  | 王一帆/李兴国                | 上海ET聚场                   | 2016.05.19 - 2016.05.22          |
| 《律诗－雷经天》                  | 王一帆/李兴国                | 上海文化广场                 | 2017.03.18 - 2017.03.19          |
| 《交换生》                        | Simon                        | 上海文化广场                 | 2016.08.09 - 2016.08.15          |
| 《因味爱，所以爱》&《音乐厨男秀》 | 刘焱                         | 上海音乐剧主题餐厅           | 2016 -2017（150场）              |
| 《瘾藏者》                        | 群舞                         | 上海人民大舞台               | 2016.06.24 - 2016.06.26          |

## 音乐作品
- 歌曲《千刀万剐的爱》，《梵高》音乐剧插曲，合作者：冒海飞，2017
- 歌曲《To.Vincent van Gogh》，《梵高》音乐剧插曲，2017
- 歌曲《画出写实人生》，《梵高》音乐剧插曲，合作者：冒海飞，2017
- 歌曲《皓月》，《兰波》音乐剧插曲，根据魏尔伦的诗作《皓月》改编，合作者：孙豆儿，2019[20]

## 参加节目
- 上海交通台 FM 105.7， 《艺点欣飞扬》20160930期 ，《今天来唱歌，快乐在艺起》[21]
- 上海交通台 FM 105.7 ，《艺点欣飞扬》20170920期， 《音乐美好，梵高来了》[22]
- 中央电视台，《国家宝藏》第一季，20180128期 - 传颂千年越地长歌，玉琮篇，搭档周冬雨，饰演良渚族人[23][24]
- 中央人民广播电台文艺之声 FM106.6，《文艺大家谈》20190817期[25]